# Karl Sczuka
Karl Sczuka (* 15. Juni 1900 in Schillersdorf im Hultschiner Ländchen; † 23. Mai 1954 in Baden-Baden) war ein deutscher Komponist.

## Leben und Wirken
Sczukas Vater war Kantor, und so versuchte auch er sich im Komponieren. In Breslau studierte er Chemie, Physik und Mineralogie, lebte aber ab 1923 als freischaffender Künstler in Breslau.
1929 erhielt Sczuka einen ersten Kompositionsauftrag des Senders Schlesische Funkstunde und arbeitete ab da regelmäßig für den Sender. Mit seinen Schlesischen Kantaten hatte er den größten Erfolg, er schrieb aber auch Opern und bearbeitete Volkslieder.
Während des Zweiten Weltkrieges geriet er in sowjetische Gefangenschaft. 1946 berief ihn der Intendant Friedrich Bischoff, der auch schon Intendant der Schlesischen Funkstunde war, als Musikdirektor des neu entstandenen Südwestfunks nach Baden-Baden. Dort wirkte er als „Hauskomponist“ bis zu seinem frühen Tod 1954.
In den letzten Jahren seines Lebens komponierte er u. a. Ländliche Tänze, eine „Bambi“-Suite, eine Weihnachts-Sinfonie, die Ouvertüre „Fahrende Musikanten“, eine Serenade für Streichorchester, „Bischoff-Lieder“ für mittlere Stimme und Orchester (1950) und sechs Dafnis-Lieder (nach Arno Holz).

## Ehrungen
Nach Sczuka ist der Karl-Sczuka-Preis für Hörspiel als Radiokunst benannt, der alljährlich vom Südwestrundfunk vergeben wird.

## Hörspiele
Karl Sczuka wurde vor allem durch seine Hörspielmusiken bekannt, ab 1947 erschienen allein 42 Werke beim Südwestfunk Baden-Baden:

### SWF 1947
- Demetrius (Friedrich von Schiller)
- Das Totenschiff (B. Traven)
- Vom Jenseits zurück (André Obey)
- Woyzeck (Georg Büchner)
- Der eingebildete Kranke (Molière)
- Lysistrata (Aristophanes)
- Oedipus (André Gide)

### SWF 1948
- Die goldene Treppe (Bruno Wellenkamp)
- Der zerbrochene Krug (Heinrich von Kleist)
- Nachtflug (Antoine de Saint-Exupéry)
- Sturm (William Shakespeare)
- Wem die Stunde schlägt (Ich lebte vier Tage) (Ernest Hemingway)

### SWF 1949
- Ein Volksfeind (Henrik Ibsen)
- Das kleinere Übel (Waldemar Maass)
- Ein Mann wie Hiob (Christian Bock)
- Tödliche Rechnung (Christian Bock)
- Bunbury (Oscar Wilde)
- Barbara Blomberg (Carl Zuckmayer)

### SWF 1950
- Medea (Jean Anouilh)
- Die Muschel der Kalypso (Peter Bamm)
- Verwehte Spuren (Ankunft bei Nacht) (Hans Rothe)
- Hero und Leander 1950 (Egon Jameson)
- Wir sind Utopia (Stefan Andres)
- Titanic (Josef Pelz von Felinau)

### SWF 1951
- Eurydike (Jean Anouilh)
- Gerechtigkeit für Seznec (Robert Adolf Stemmle)
- Einer zahlt seine Schuld (Axel Eggebrecht)
- Der Hauptmann von Köpenick (Carl Zuckmayer)
- Glanz und Ende der Republik Asumara (Josef Martin Bauer)
- Treibgut dieser Jahre (Robert Neumann)
- Rabatz-Kolonne (Robert Adolf Stemmle)

### SWF 1952
- Der Prozeß um des Esels Schatten (Friedrich Dürrenmatt)
- Die Querulantin oder Ein jeder ist die Zeit (Hermann Stahl)
- Barbara geteilt durch elf (Egon Jameson)
- Sieben Tage (Paul Hühnerfeld)
- Die Geschichte des Askid Thorgilsson (Ernst Rottluff)
- Unkraut unter dem Weizen (Emery Bonett, Erwin Wickert)
- Die Puppen von Poshansk (Robert Neumann)
- Das Lächeln der Gioconda (Aldous Huxley)
- Der Biberpelz (Gerhart Hauptmann)
- Wir sind alle Mörder (André Cayatte, Charles Spaak)
- Quadrille (Noël Coward) - VÖ 1953